# بغداد (افغانستان)
بغداد (به لاتین: Baghdād) یک منطقهٔ مسکونی در افغانستان است که در ولایت میدان وردک واقع شده‌است.